# Онтонг-Ява
Онтонг-Ява — крупное океаническое плато, расположенное в Тихом океане к северу от Соломоновых островов. Плато занимает площадь около 2 миллионов км², что сопоставимо с размерами Аляски, его мощность достигает 30 км. Плато имеет вулканическое происхождение и состоит преимущественно из базальтов. Плато, вместе с некоторыми другими образованиями, является частью одной крупной трапповой провинции, излияние которой сформировало плато Онтонг-Ява и стало одним из крупнейших вулканических извержений на Земле за последние 300 млн лет. Было извергнуто до 100 миллионов км³ магмы, которая покрыла около 1 % поверхности Земли.
Плато Онтонг-Ява сформировалось 120—125 млн лет назад, центр мантийного плюма назван Луисвиллской горячей точкой. Время формирования плато соответствует началу мелового океанического аноксического события.
Большинство пород, слагающих плато, датированы нижнем мелом (125—119 млн лет назад), однако имеются следы вторичного вулканизма, произошедшего спустя 20 — 40 млн лет, в эпоху верхнего мела.
Это плато было сформировано под водами Тихого океана, и в основном всё ещё находится под водой, хотя столкновение Соломоновых островов с плато Онтонг-Ява подняло часть этого плато, включая острова Сан-Кристобаль, Малаита и северную половину острова Санта-Исабель, над уровнем моря. Плато имеет несколько крупных подводных горных формирований, одно из которых образует атолл Онтонг-Джава.